# IFTM Top Resa

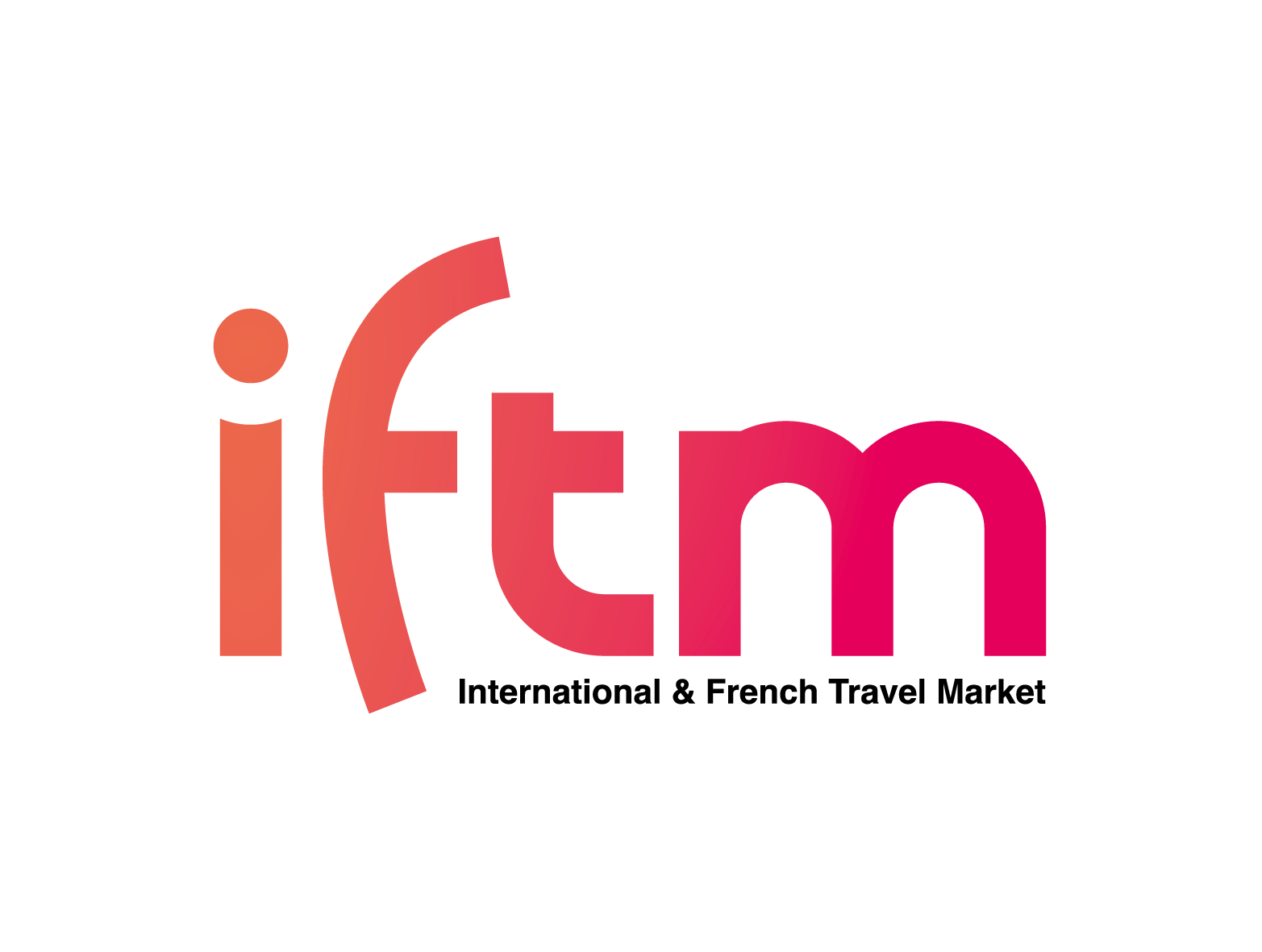
Logo IFTM (2024)

Le salon IFTM, également connu sous le nom de IFTM Top Resa, est un des plus grands salons professionnels du tourisme et des voyages[réf. nécessaire], organisé tous les ans à Paris au parc des expositions de la porte de Versailles entre septembre et octobre par RX France, filière de RX Global premier organisateur mondial d'événements professionnels[réf. nécessaire]). Il rassemble 31 000 visiteurs professionnels et plus de 1600 marques pendant 3 jours.[réf. nécessaire] IFTM Top Resa est le seul salon B2B spécialisé sur le tourisme en France où vous pouvez rencontrer les professionnels du Loisirs, du Tourisme d’Affaires, du Groupe & du MICE. 